# فانوس‌ماهی اندرسون
فانوس‌ماهی اندرسون (نام علمی: Krefftichthys anderssoni) نام یک گونه از تیره فانوس‌ماهی است.